# 3343 Nedzel
3343 Nedzel eller 1982 HS är en asteroid i huvudbältet som korsar Mars omloppsbana. Den upptäcktes 28 april 1982 av den amerikanska astronomen Laurence G. Taff i Socorro, New Mexico. Den är uppkallad efter V. Alexander Nedzel.